# 签名

約翰·漢考克的簽名在《美國獨立宣言》和《聯邦條例》上最為突出。在美國，「約翰·漢考克」成為「簽名」的代名詞。

簽名是一種將某人的姓名、暱稱或其他可以表達其個人風格的標記，用自身獨有的手寫特性親自描繪或書寫出來，用以證明自己的身份與意圖。簽名的作者即為簽字人。相對於手寫簽名，一份經作者簽署其名的作品可以很容易辨識其創作者為何。簽名有可能會和親筆簽名或落款混淆，後面兩者主要特指藝術家的簽名。當某人同時有簽名、親筆簽名或落款等型態的署名，有可能會產生混淆，因此部分公眾人物會將自己的簽名予以保密，並將親筆簽名或落款公諸於眾。

## 功能與型態

班傑明·富蘭克林的簽名。

前伊朗皇后法拉赫·巴列維以波斯語手寫的簽名。

簽名的傳統功能在於將某人自身唯一、獨特且無可否認的身份證明永久附加於某份文件上，作為其個人見證該文件全部或特定段落內容的物理證據。舉例，簽名在許多客戶契約的功能不僅作為締約方身份識別的證明，更是作為對合約內容充分審議與知情同意的證據。在許多國家，簽名可以在公證人面前予以見證與記錄，以賦予額外的法律效力。在法律文件上，文盲人可以使用「標記」（包含個人獨特的符號）進行簽名，只要這份文件有其他識字的證人副署即可。在部分國家，文盲人可以採用指紋替代簽名。
在美國，簽名包含表明身份與意圖的各種標記與行為。美國法律規定，除非有特定法律明確規範簽名的特定方式，否則簽名可以由多種方式，包含以機械或橡皮圖章複寫。簽名可以由其聲稱的簽署人作成，也可以由簽署人正式授權其他人，在簽署人當面給予指示下進行簽名。
許多人有著比普通手寫體更具有特性的簽名型態，包含複雜的升部、降部與奇異的誇飾手寫風格。舉例，約翰·漢考克在《美國獨立宣言》上的著名簽名中，其最後一個「k」字回過頭來將他的姓名劃上底線。這種修飾型態也就是所謂的花押。
許多使用字母以外書寫系統的語言文化，本身不具有西方簽名的概念：其中某個人的「簽名」可能與自身以標準方式書寫其姓名的字跡沒有太大差異，例如書法。

## 著作權
在英國法律中，簽名的表現型態（不含姓名本身）受到著作權法保護。
在美國著作權法中，「標題、姓名且僅於字體印刷裝飾、大小寫或顏色有所不同的變體」不具有著作權；然而簽名的表現型態（而非姓名本身）則會受到著作權保護。